# Only Human
Singles
1. Dancing On My Own
Sortie : 15 avril 2016
2. Rhythm Inside
Sortie : 25 novembre 2016
3. You Are the Reason
Sortie : 24 novembre 2017
4. What I Miss Most
Sortie : 4 mai 2018
5. No Matter What
Sortie : 19 octobre 2018

Only Human est le premier album studio du chanteur britannique Calum Scott sorti le 9 mars 2018.

## Compositions et thématiques
Dans l'album Calum Scott parle de sa vie et notamment de sa sexualité. Sur No Matter What, présent sur la réédition, il aborde son coming-out auprès de sa mère. Sur la même thématique, Only You parle du fait qu'après son coming-out auprès de ses amis, il est devenu un « paria » et qu'un seul ami, lui-même homosexuel, l'a accepté. Pour sa reprise de Dancing on My Own, Scott fait que la chanson parle d'un homme homosexuel qui tombe amoureux d'un homme hétérosexuel. Dans Hotel Room, Scott raconte explique que la chanson décrit : « Quand tu reçois des signaux de la part d'un mec que tu lui demandes : 'Y'a un truc entre nous ?' et il te répond : 'Je ne suis pas gay'. Ça me brise le cœur ».

## Pistes
| 1.  | If Our Love Is Wrong     | - Calum Scott - Philip Plested - Kane Parfitt                                               | - Fraser T Smith       | 3:23 |
| 2.  | Give Me Something        | - Scott - Jayson DeZuzio - Hayley Warner                                                    | - DeZuzio              | 3:16 |
| 3.  | Rhythm Inside            | - Scott - Jonathan Maguire - Corey Sanders - Kasper Larsen - Mich Hansen                    | - Smith                | 3:32 |
| 4.  | You Are the Reason       | - Scott - Maguire - Corey Sanders                                                           | - Smith                | 3:24 |
| 5.  | Come Back Home           | - Scott - Jordan Riley - Saunders                                                           | - Smith                | 3:10 |
| 6.  | Stop Myself (Only Human) | - Scott - Warren "Oak" Felder - Sean Douglas - Talay Riley - James Harris III - Terry Lewis | - Felder               | 3:27 |
| 7.  | Dancing On My Own        | - Robin Carlsson - Patrik Berger                                                            | - Smith - Jon McIntyre | 4:20 |
| 8.  | Only You                 | - Scott - Steve Garrigan - Mark Prendergast                                                 | - Smith                | 3:45 |
| 9.  | Won't Let You Down       | - Scott - Phil Cook - Saunders                                                              | - Smith                | 3:14 |
| 10. | What I Miss Most         | - Scott - Oscar Görres - James Alan Ghaleb - Saunders                                       | - OzGo                 | 3:51 |
| 11. | Hotel Room               | - Scott - Jamie Scott - Saunders                                                            | - Smith                | 3:40 |

## Classement
| Classement (2018)             | Meilleure position |
| ----------------------------- | ------------------ |
| Allemagne (Media Control AG)  | 34                 |
| Australie (ARIA)              | 5                  |
| Autriche (Ö3 Austria Top 40)  | 41                 |
| Belgique (Flandre Ultratop)   | 35                 |
| Belgique (Wallonie Ultratop)  | 90                 |
| Canada (Canadian Albums)      | 27                 |
| Écosse (OCC)                  | 2                  |
| États-Unis (Billboard 200)    | 66                 |
| Nouvelle-Zélande (RIANZ)      | 26                 |
| Pays-Bas (Mega Album Top 100) | 75                 |
| Portugal (AFP)                | 19                 |
| Royaume-Uni (UK Albums Chart) | 4                  |
| Suisse (Schweizer Hitparade)  | 13                 |